# موری توکیچیکا
موری توکیچیکا (به ژاپنی: 毛利 時親 Mōri Tokichika); نامشخص – ۲۶ اوت ۱۳۴۱) یک سامورایی در دوره کاماکورا و یک گوکه‌نین از شوگون‌سالاری کاماکورا بود. او چهارمین پسر موری تسونه‌میتسو و نوه موری سوئه‌میتسو، بنیان‌گذار خاندان موری بود. موری توکیچیکا در سال ۱۲۷۰ رئیس خانواده موری شد.